# کاستلینو تانارو
کاستلینو تانارو (به ایتالیایی: Castellino Tanaro) یک کومونه در ایتالیا است که در استان کونیو واقع شده‌است.

## خصوصیات
کاستلینو تانارو ۱۱٫۶ کیلومترمربع مساحت و ۳۳۵ نفر جمعیت دارد.

## خواهرخوانده
شهر Falicon خواهرخواندهٔ کاستلینو تانارو هست.